# Milieu RPMI
Le Roswell Park Memorial Institute medium (RPMI) est un milieu utilisé en culture cellulaire. Il est traditionnellement utilisé pour la culture de cellules humaines ou de tissus isolés comme le cas des artères mammaires humaines.
Ce milieu contient une grande quantité de phosphates et il est composé de manière à être utilisé dans une atmosphère comprenant 5% de dioxyde de carbone. 
Il existe une grande variété de RPMI, comme le RPMI 1640. La formulation et les composants sont,:
- Glucose
- Un indicateur de pH (rouge de phénol)
- Différents sels (chlorure de sodium, bicarbonate de sodium, phosphate disodique, chlorure de potassium, sulfate de magnésium et nitrate de calcium)
- Acides aminés (glutamine, arginine, asparagine, cystine, leucine et isoleucine, chlorhydrate de lysine, sérine, acide aspartique, acide glutamique, hydroxyproline, proline, thréonine, tyrosine, valine, histidine, méthionine phénylalanine, glycine ; tryptophane, glutathion réduit)
- Vitamines (i-inositol, chlorure de choline, acide para-aminobenzoïque, acide folique, nicotinamide, chlorhydrate de pyridoxine, chlorhydrate de thiamine, pantothénate de calcium, biotine, riboflavine et cyanocobalamine)

Ce milieu est couramment utilisé lors de l'étude de différentes levures, comme Candida albicans en microbiologie médicale, pour sa capacité à induire le processus de filamentation.